# Saint-Siméon (Orne)
Pour les articles homonymes, voir Saint-Siméon.
Saint-Siméon est une ancienne commune française, située dans le département de l'Orne en région Normandie, devenue le 1er janvier 2016 une commune déléguée au sein de la commune nouvelle de Passais-Villages.
Elle est peuplée de 226 habitants.

## Géographie
La commune est au sud du Passais, aux confins du Bocage mayennais. Son bourg est à 6 km au sud de Passais, à 9,5 km au nord-est de Gorron, à 13 km au nord-ouest d'Ambrières-les-Vallées et à 19 km au sud-ouest de Domfront.
Le point culminant (212/213 m) se situe au sud-ouest, entre les lieux-dits la Pierre et la Haute Fermerie. Le point le plus bas (130 m) correspond à la sortie du ruisseau de Beslay du territoire, au sud-est. La commune est bocagère.
| L'Épinay-le-Comte | Passais                          | Saint-Fraimbault    |
| Lesbois (53)      | Saint-Siméon                     | Couesmes-Vaucé (53) |
| Gorron (53)       | Gorron (53), Couesmes-Vaucé (53) | Couesmes-Vaucé (53) |

## Toponymie
Partie ornaise de Vaucé jusqu'en 1836, la commune est alors renommée Saint-Siméon, vénérant ainsi Saint Siméon de Trèves.
Ce lieu et son église sont voués à Siméon de Trèves.
Le gentilé est Simonéen.

## Histoire
Sous l'Ancien Régime, Saint-Siméon est un prieuré simple, n'ayant donc pas le rang de paroisse. Il se trouvait sur le territoire du diocèse du Mans, de l'archidiaconé de Passais, et du doyenné de Passais au Maine.
À la Révolution française, la paroisse de Vaucé a été amputée de sa partie normande devenue en 1790 la commune de Saint-Siméon-de-Vaucé, puis Saint-Siméon, séparation confirmée par la loi du 30 mars 1831.

## Politique et administration
| Période                                  | Période      | Identité                            | Étiquette | Qualité                                                 |
| ---------------------------------------- | ------------ | ----------------------------------- | --------- | ------------------------------------------------------- |
| vers 1841                                | ?            | Ambroise Laigre-Lessart             | -         | -                                                       |
| 28 septembre 1868                        | après 1924   | Henry Ambroise Marie Laigre-Lessart | -         | fils du précédent, chevalier de légion d'honneur (1924) |
| 1926                                     | 1971         | Auguste Paris                       |           |                                                         |
| ?                                        | 1983         | Jean Jamelot                        |           |                                                         |
| 1983                                     | avril 2014   | Gérard Nicolas                      | SE        | Instituteur                                             |
| avril 2014                               | juillet 2015 | Didier de La Choue de La Mettrie    | SE        | Retraité ingénieur agricole Démissionnaire              |
| juillet 2015                             | En cours     | Patrick Rabaglia                    | SE        |                                                         |
| Les données manquantes sont à compléter. |              |                                     |           |                                                         |

Le conseil municipal est composé de neuf membres (pour onze sièges) dont le maire et deux adjoints.

## Démographie
En 2021, la commune comptait 226 habitants. Depuis 2004, les enquêtes de recensement dans les communes de moins de 10 000 habitants ont lieu tous les cinq ans (en 2008, 2013, 2018, etc. pour Saint-Siméon) et les chiffres de population municipale légale des autres années sont des estimations.
Saint-Siméon (à l'époque, « Vaucé ») a compté jusqu'à 1 959 habitants en 1800.
| 1793  | 1800  | 1806  | 1821  | 1831  | 1836  | 1841  | 1846  | 1851  |
| ----- | ----- | ----- | ----- | ----- | ----- | ----- | ----- | ----- |
| 1 882 | 1 959 | 1 641 | 1 635 | 1 670 | 1 664 | 1 602 | 1 562 | 1 518 |

| 1856  | 1861  | 1866  | 1872  | 1876  | 1881  | 1886  | 1891  | 1896  |
| ----- | ----- | ----- | ----- | ----- | ----- | ----- | ----- | ----- |
| 1 471 | 1 391 | 1 357 | 1 256 | 1 249 | 1 110 | 1 158 | 1 079 | 1 054 |

| 1901  | 1906  | 1911 | 1921 | 1926 | 1931 | 1936 | 1946 | 1954 |
| ----- | ----- | ---- | ---- | ---- | ---- | ---- | ---- | ---- |
| 1 023 | 1 016 | 952  | 807  | 825  | 799  | 751  | 728  | 689  |

| 1962 | 1968 | 1975 | 1982 | 1990 | 1999 | 2008 | 2013 | 2018 |
| ---- | ---- | ---- | ---- | ---- | ---- | ---- | ---- | ---- |
| 604  | 512  | 400  | 340  | 281  | 261  | 270  | 252  | 229  |

| 2019 | - | - | - | - | - | - | - | - |
| ---- | - | - | - | - | - | - | - | - |
| 226  | - | - | - | - | - | - | - | - |

## Lieux et monuments

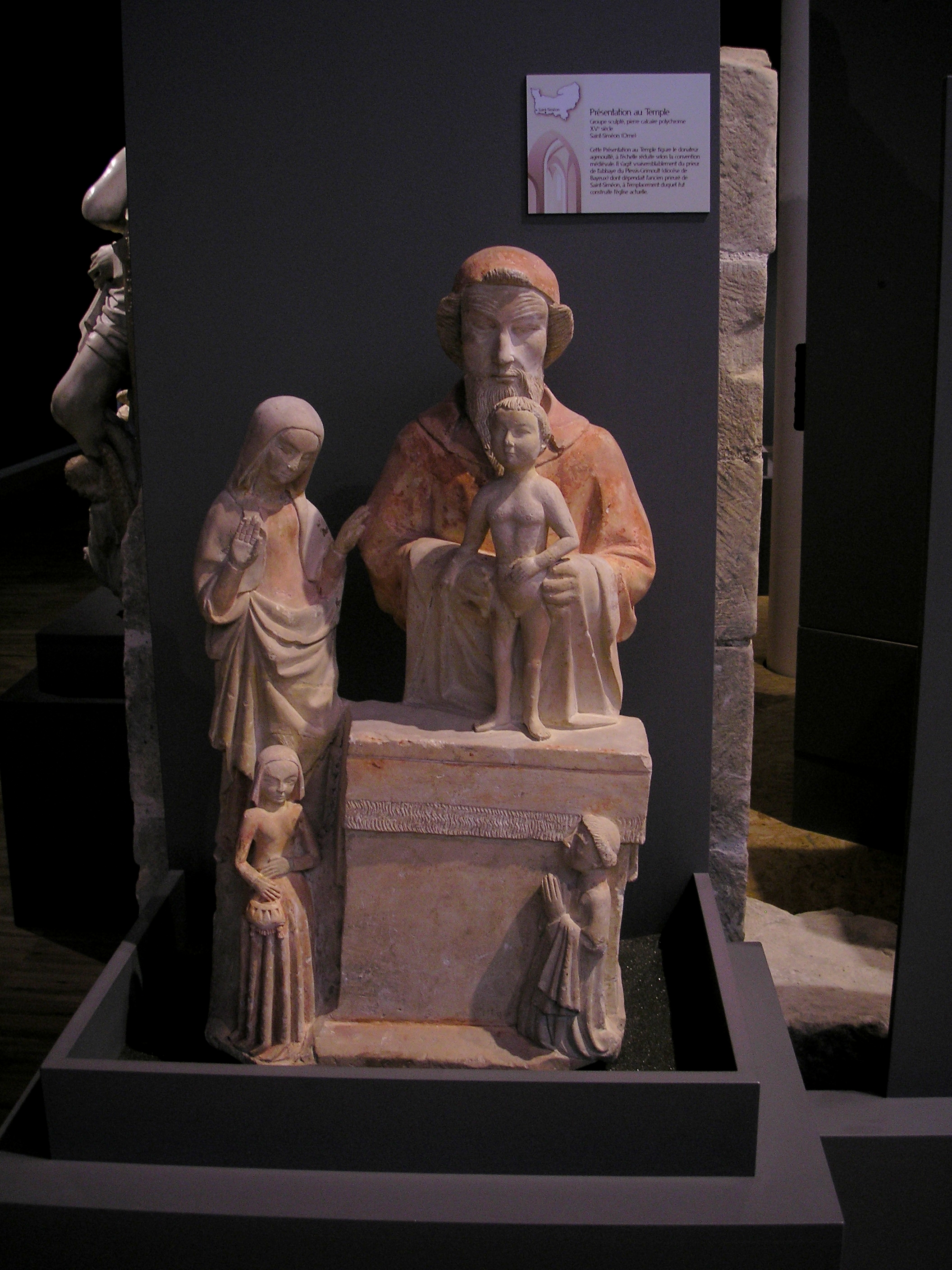
La Présentation au Temple.

- Église Saint-Siméon, abritant une sculpture du XVe siècle (Présentation au Temple) classée à titre d'objet aux Monuments historiques[15].